# Nora Perry

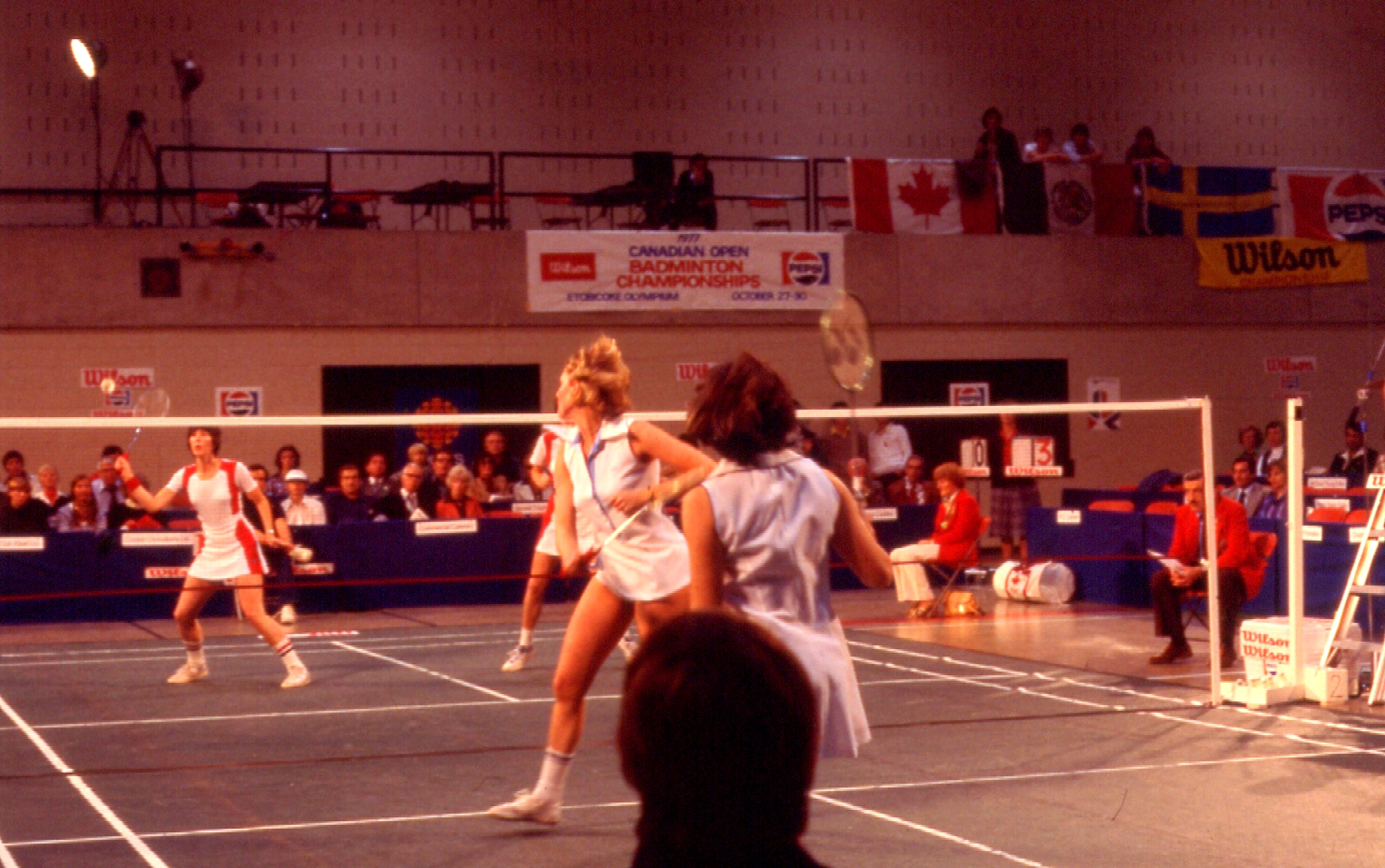
Nora Perry (vorn links) und Karen Puttick bei den Canadian Open 1977

Nora Christine Perry, MBE (* 15. Juni 1954 als Nora Gardner) ist eine ehemalige englische Badmintonspielerin. 

## Karriere
Nora Perry gewann im Badminton alle hochkarätigen Titel, die es zu ihrer Zeit zu gewinnen gab. Weltmeisterschaften, Europameisterschaften, All England, Commonwealth Games - alles eine Beute von Nora Perry. Nur Olympia kam für sie spät. Für ihre Verdienste wurde sie 1984 als eine von wenigen Badmintonspielerinnen bisher mit dem MBE ausgezeichnet. Im gleichen Jahr wurde ihre Tochter Gemma geboren.

## Erfolge
| Saison    | Veranstaltung                                         | Disziplin   | Platz | Name |
| --------- | ----------------------------------------------------- | ----------- | ----- | --- |
| 1971      | England: Einzelmeisterschaft der Junioren             | Dameneinzel | 1     | Nora Gardner |
| 1971      | Europameisterschaft der Junioren                      | Mixed       | 2     | John Stretch / Nora Gardner |
| 1971      | Europameisterschaft der Junioren                      | Damendoppel | 2     | Nora Gardner / Barbara Giles |
| 1971      | England: Einzelmeisterschaft der Junioren             | Damendoppel | 1     | Barbara Giles / Nora Gardner |
| 1972      | England: Einzelmeisterschaft der Junioren             | Dameneinzel | 1     | Nora Gardner |
| 1972      | England: Einzelmeisterschaft der Junioren             | Damendoppel | 1     | J. A. Brewer / Nora Gardner |
| 1972      | Portugal: Internationale Meisterschaften              | Damendoppel | 1     | Nora Gardner / Barbara Giles |
| 1972      | Portugal: Internationale Meisterschaften              | Dameneinzel | 1     | Nora Gardner |
| 1972      | England: Einzelmeisterschaft der Junioren             | Mixed       | 1     | John Stretch / Nora Gardner |
| 1973      | All England                                           | Mixed       | 2     | Elliot Stuart / Nora Gardner |
| 1973      | Portugal: Internationale Meisterschaften              | Damendoppel | 1     | Nora Gardner / Barbara Giles |
| 1973      | Scottish Open                                         | Damendoppel |       | Nora Gardner / Barbara Giles |
| 1974      | Schottland: Internationale Meisterschaften            | Mixed       | 1     | Paul Whetnall / Nora Gardner |
| 1974      | Europameisterschaft                                   | Damendoppel | 2     | Susan Whetnall / Nora Gardner |
| 1974      | England: Einzelmeisterschaften                        | Damendoppel | 1     | Nora Gardner / Gillian Gilks |
| 1975      | Scottish Open                                         | Damendoppel | 1     | Marjan Luesken / Nora Gardner |
| 1975      | Scottish Open                                         | Mixed       | 1     | Elliot Stuart / Nora Gardner |
| 1975      | All England                                           | Mixed       | 1     | Elliot Stuart / Nora Gardner |
| 1975      | Schweden: Internationale Meisterschaften              | Mixed       | 1     | Mike Tredgett / Nora Gardner |
| 1975      | Niederlande: Internationale Meisterschaften           | Damendoppel | 1     | Susan Whetnall / Nora Gardner |
| 1975/1976 | Deutschland: Internationale Meisterschaften           | Mixed       | 1     | Mike Tredgett / Nora Gardner |
| 1976      | Kanada: Internationale Meisterschaften                | Damendoppel | 1     | Margaret Lockwood / Nora Gardner |
| 1976      | All England                                           | Damendoppel | 2     | Margaret Lockwood / Nora Gardner |
| 1976      | Europameisterschaft                                   | Damendoppel | 2     | Margaret Lockwood / Nora Gardner |
| 1976      | Europameisterschaft                                   | Mixed       | 3     | Mike Tredgett / Nora Gardner |
| 1976      | All England                                           | Mixed       | 2     | Mike Tredgett / Nora Gardner |
| 1977      | England: Einzelmeisterschaften                        | Mixed       | 1     | Mike Tredgett / Nora Gardner |
| 1977      | All England                                           | Damendoppel | 2     | Margaret Lockwood / Nora Perry |
| 1977      | Weltmeisterschaft                                     | Mixed       | 3     | Mike Tredgett / Nora Perry |
| 1977      | Weltmeisterschaft                                     | Damendoppel | 3     | Margaret Lockwood / Nora Perry |
| 1977      | Kanada: Internationale Meisterschaften                | Damendoppel | 1     | Nora Perry / Karen Puttick |
| 1977      | Kanada: Internationale Meisterschaften                | Mixed       | 1     | David Eddy / Nora Perry |
| 1977      | All England                                           | Mixed       | 2     | Mike Tredgett / Nora Perry |
| 1977/1978 | Deutschland: Internationale Meisterschaften           | Damendoppel | 1     | Nora Perry / Anne Statt |
| 1978      | England: Einzelmeisterschaften                        | Mixed       | 1     | Mike Tredgett / Nora Perry |
| 1978      | England: Einzelmeisterschaften                        | Damendoppel | 1     | Nora Perry / Anne Statt |
| 1978      | England: Internationale Meisterschaften - All England | Mixed       | 1     | Mike Tredgett / Nora Perry |
| 1978      | Schweden: Internationale Meisterschaften              | Mixed       | 1     | Mike Tredgett / Nora Perry |
| 1978      | Schweden: Internationale Meisterschaften              | Damendoppel | 1     | Nora Perry / Anne Statt |
| 1978      | Europameisterschaft                                   | Mannschaft  | 1     | England (Ray Stevens, Mike Tredgett, Derek Talbot, Karen Bridge, Jane Webster, Nora Perry, Barbara Sutton, Ann Statt, Gillian Gilks, Susan Whetnall) |
| 1978      | Europameisterschaft                                   | Damendoppel | 1     | Nora Perry / Ann Statt |
| 1978      | Europameisterschaft                                   | Mixed       | 1     | Mike Tredgett / Nora Perry |
| 1978      | Niederlande: Internationale Meisterschaften           | Damendoppel | 1     | Anne Statt / Nora Perry |
| 1978      | Niederlande: Internationale Meisterschaften           | Mixed       | 1     | Mike Tredgett / Nora Perry |
| 1978/1979 | Dänemark: Internationale Meisterschaften              | Mixed       | 1     | Ray Stevens / Nora Perry |
| 1979      | England: Internationale Meisterschaften - All England | Mixed       | 2     | Mike Tredgett / Nora Perry |
| 1979      | Schweden: Internationale Meisterschaften              | Mixed       | 1     | Mike Tredgett / Nora Perry |
| 1979      | Wales: Internationale Meisterschaften                 | Mixed       | 1     | Mike Tredgett / Nora Perry |
| 1979      | Wales: Internationale Meisterschaften                 | Dameneinzel | 1     | Nora Perry |
| 1979      | Portugal: Internationale Meisterschaften              | Dameneinzel | 1     | Nora Perry |
| 1979      | Portugal: Internationale Meisterschaften              | Mixed       | 1     | Ray Stevens / Nora Perry |
| 1979      | England: Einzelmeisterschaften                        | Mixed       | 1     | Mike Tredgett / Nora Perry |
| 1979      | Portugal: Internationale Meisterschaften              | Damendoppel | 1     | Nora Perry / Eva Stuart |
| 1979      | Wales: Internationale Meisterschaften                 | Damendoppel | 1     | Barbara Sutton / Nora Perry |
| 1979/1980 | Dänemark: Internationale Meisterschaften              | Damendoppel | 1     | Gillian Gilks / Nora Perry |
| 1979/1980 | Dänemark: Internationale Meisterschaften              | Mixed       | 1     | Mike Tredgett / Nora Perry |
| 1980      | All England                                           | Mixed       | 1     | Mike Tredgett / Nora Perry |
| 1980      | Kanada: Internationale Meisterschaften                | Mixed       | 1     | Mike Tredgett / Nora Perry |
| 1980      | Kanada: Internationale Meisterschaften                | Damendoppel | 1     | Nora Perry / Jane Webster |
| 1980      | Europameisterschaft                                   | Mixed       | 1     | Mike Tredgett / Nora Perry |
| 1980      | Europameisterschaft                                   | Damendoppel | 1     | Nora Perry / Jane Webster |
| 1980      | England: Einzelmeisterschaften                        | Mixed       | 1     | Mike Tredgett / Nora Perry |
| 1980      | All England                                           | Damendoppel | 1     | Gillian Gilks / Nora Gardner Perry |
| 1980      | Weltmeisterschaft                                     | Damendoppel | 1     | Nora Perry / Jane Webster |
| 1980      | Weltmeisterschaft                                     | Mixed       | 2     | Mike Tredgett / Nora Perry |
| 1980      | England: Einzelmeisterschaften                        | Damendoppel | 1     | Nora Perry / Karen Puttick |
| 1980/1981 | Dänemark: Internationale Meisterschaften              | Mixed       | 1     | Mike Tredgett / Nora Perry |
| 1980/1981 | Dänemark: Internationale Meisterschaften              | Damendoppel | 1     | Nora Perry / Jane Webster |
| 1981      | All England                                           | Damendoppel | 1     | Nora Gardner Perry / Jane Webster |
| 1981      | All England                                           | Mixed       | 1     | Mike Tredgett / Nora Perry |
| 1981      | Schweden: Internationale Meisterschaften              | Mixed       | 1     | Billy Gilliland / Nora Perry |
| 1981      | Kanada: Internationale Meisterschaften                | Damendoppel | 1     | Nora Perry / Jane Webster |
| 1981      | Schweden: Internationale Meisterschaften              | Damendoppel | 1     | Nora Perry / Sally Leadbeater |
| 1981      | Wales: Internationale Meisterschaften                 | Mixed       | 1     | Mike Tredgett / Nora Perry |
| 1981      | England: Einzelmeisterschaften                        | Mixed       | 1     | Mike Tredgett / Nora Perry |
| 1981      | Victor Cup                                            | Mixed       | 1     | Billy Gilliland / Nora Perry |
| 1981      | Victor Cup                                            | Damendoppel | 1     | Jane Webster / Nora Perry |
| 1981/1982 | Dänemark: Internationale Meisterschaften              | Mixed       | 1     | Thomas Kihlström / Nora Perry |
| 1982      | Japan Open                                            | Damendoppel | 1     | Nora Perry / Jane Webster |
| 1982      | Europameisterschaft                                   | Mannschaft  | 1     | England (Martin Dew, Gillian Gilks, Mike Tredgett, Nora Perry, Gillian Clark, Helen Troke, Karin Bridge, Nick Yates, Ray Stevens, Steve Baddeley)    |
| 1982      | Portugal: Internationale Meisterschaften              | Mixed       | 1     | Ray Stevens / Nora Perry |
| 1982      | Portugal: Internationale Meisterschaften              | Damendoppel | 1     | Nora Perry / Catharine Troke |
| 1982      | Japan Open                                            | Mixed       | 1     | Michael Tredgett / Nora Perry |
| 1982      | Europameisterschaft                                   | Mixed       | 2     | Mike Tredgett / Nora Perry |
| 1982      | Europameisterschaft                                   | Damendoppel | 2     | Nora Perry / Jane Webster |
| 1982      | England: Einzelmeisterschaften                        | Damendoppel | 1     | Nora Perry / Jane Webster |
| 1982/1983 | Dänemark: Internationale Meisterschaften              | Damendoppel | 1     | Nora Perry / Jane Webster |
| 1982/1983 | Dänemark: Internationale Meisterschaften              | Mixed       | 1     | Thomas Kihlström / Nora Perry |
| 1983      | Weltmeisterschaft                                     | Damendoppel | 2     | Nora Perry / Jane Webster |
| 1983      | Japan Open                                            | Mixed       | 1     | Thomas Kihlström / Nora Perry |
| 1983      | Malaysian Open                                        | Mixed       | 1     | Martin Dew / Nora Perry |
| 1983      | Schweden: Internationale Meisterschaften              | Mixed       | 1     | Thomas Kihlström / Nora Perry |
| 1983      | Weltmeisterschaft                                     | Mixed       | 1     | Thomas Kihlström / Nora Perry |
| 1983      | Wales: Internationale Meisterschaften                 | Damendoppel | 1     | Nora Perry / Jane Webster |
| 1983      | England: Einzelmeisterschaften                        | Damendoppel | 1     | Nora Perry / Jane Webster |
| 1983      | Schweden: Internationale Meisterschaften              | Damendoppel | 1     | Nora Perry / Jane Webster |
| 1983      | All England                                           | Mixed       | 1     | Thomas Kihlström / Nora Perry |
| 1983      | Wales: Internationale Meisterschaften                 | Mixed       | 1     | Dipak Tailor / Nora Perry |
| 1984      | Indonesian Open                                       | Damendoppel | 1     | Nora Perry / Jane Webster |
| 1984      | World Cup                                             | Mixed       | 1     | Thomas Kihlström / Nora Perry |
| 1984/1985 | Dänemark: Internationale Meisterschaften              | Mixed       | 1     | Dipak Taylor / Nora Perry |
| 1985      | Malaysian Masters                                     | Mixed       | 1     | Steen Fladberg / Nora Perry |
| 1985      | All England                                           | Mixed       | 1     | Billy Gilliland / Nora Perry |
| 1985      | Kanada: Internationale Meisterschaften                | Mixed       | 1     | Billy Gilliland / Nora Perry |
| 1985/1986 | Belgien: Internationale Meisterschaften               | Mixed       | 1     | Billy Gilliland / Nora Perry |
| 1986      | Japan Open                                            | Mixed       | 1     | Billy Gilliland / Nora Perry |